# 锡格河畔施泰讷巴赫
锡格河畔施泰讷巴赫，通称施泰讷巴赫，是德国莱茵兰-普法尔茨州的一个市镇。总面积4.55平方公里，总人口1234人，其中男性633人，女性601人（2011年12月31日），人口密度271人/平方公里。